# Era (lied)
Era (Nederlands: Het was) is een lied van het Italiaanse zangduo Wess en Dori Ghezzi. Het nummer werd uitgebracht in 1975 en vertegenwoordigde Italië op het Eurovisiesongfestival 1975 in Stockholm.

## Achtergrond
Wess en Dori Ghezzi vormden begin jaren 70 een succesvol duo in Italië. Hun eerste gezamenlijke hit was Voglio stare con te, een Italiaanse versie van United We Stand van Brotherhood of Man. Daarna volgden onder meer Tu nella mia vita en Con chi stai con chi sei. Na hun overwinning in de televisiewedstrijd Canzonissima met Un corpo e un'anima, werden zij geselecteerd om Italië te vertegenwoordigen op het Eurovisiesongfestival van 1975.

## Eurovisiesongfestival
Era werd geschreven door Shel Shapiro en Andrea Lo Vecchio. Het lied werd tijdens het Eurovisiesongfestival 1975 als negentiende van de avond uitgevoerd, na Zwedens inzending Jennie, Jennie van Lars Berghagen. Aan het einde van de stemming eindigde Italië op de derde plaats met 115 punten, van de 19 deelnemende landen.
Italië werd in 1976 vertegenwoordigd door Al Bano en Romina Power met het lied We'll Live It All Again.

## Andere versies
Van het lied verschenen ook versies in andere talen: een Engelstalige versie getiteld Fallin', een Franstalige versie Qui vivra verra en een Spaanstalige versie met dezelfde titel Era.
Het lied werd gecoverd door onder anderen Bessy Argyraki en Robert Williams, die een Griekse versie opnamen getiteld Μόνο.

## Hitnoteringen
| Hitlijst (1975)            | Positie |
| -------------------------- | ------- |
| Italië (Musica e Dischi)   | 12      |
| Noorwegen                  | 3       |
| Nederland (Top 40)         | 20      |
| Nederland (Single Top 100) | 23      |
| Zwitserland                | 6       |